# Dagmar Bloeming
Dagmar Bloeming (Amsterdam, 13 oktober 1987) is een Nederlands softballer.

## Biografie
Bloeming kwam van 1994 tot 2006 uit voor de vereniging Almere'90 en speelde tot 2007 voor Terrasvogels in Santpoort. Vervolgens speelde zij tot 2013 voor Sparks Haarlem. Seizoen 2013 speelt Dagmar voor het Italiaanse DES Caserta, waarna zij in seizoen 2014 weer terugkeerde naar Sparks Haarlem. In 2016 en 2017 speelt Bloeming voor het Haarlemse DSS en pakt in 2017 de 3e plek in wat in de volksmond de Europacup 2 wordt genoemd. In datzelfde seizoen moeten alle zeilen worden bijgesteld om degradatie uit de Golden League te voorkomen.  
In 2002 werd ze met een Nederlands jeugdteam wereldkampioen Little League Juniors (13-14 jr.). In 2003 won ze de Riet Vermaat Trofee voor beste jeugdwerpster in het Nederlandse softbal. In 2009 won ze met het Nederlands damessoftbalteam het Europees kampioenschap in Valencia. In 2010 heeft ze, met haar club Sparks, de Europacup II voor club-teams gewonnen. 2011 heeft wederom een Europees kampioenschap opgeleverd voor het Nederlands damessoftbalteam, waarbij zij uitgeroepen is tot beste pitcher van het toernooi (ERA 0.33). 
Ze is werpster en gooit rechtshandig. 
Bloeming maakte deel uit van de voorlopige selectie van het Olympische team dat deel zou nemen aan de zomerspelen van 2008 te Peking, maar haalde de eindselectie niet. Ze is lid van het Nederlands damessoftbalteam sinds 2007 en heeft tot op heden 33 interlands gespeeld (2013).

## Persoonlijk
Bloeming is afgestudeerd in Voedingskunde en dieetleer aan de Hogeschool van Amsterdam.